# Bruno Tobback
Bruno Tobback (ur. 22 sierpnia 1969 w Leuven) – belgijski i flamandzki polityk, prawnik oraz samorządowiec, w latach 2004–2007 minister środowiska i emerytur, minister na szczeblu krajowym, parlamentarzysta krajowy i regionalny, przewodniczący Partii Socjalistycznej (2011–2015), deputowany do Parlamentu Europejskiego X kadencji.

## Życiorys
Z wykształcenia prawnik, absolwent Vrije Universiteit Brussel z 1992 i Uniwersytetu Gandawskiego z 1994. Odbył staż w Komisji Europejskiej u boku Karela Van Mierta. Przez kilka lat do 2001 praktykował w zawodzie adwokata.
Zaangażował się w działalność polityczną w ramach flamandzkiej Partii Socjalistycznej, której w latach 90. przewodniczył jego ojciec Louis Tobback. W 1995 został radnym prowincjonalnym w Brabancji Flamandzkiej. W tym samym roku uzyskał mandat posła do Parlamentu Flamandzkiego, w którym zasiadał do 2004. W 2004, po rekonstrukcji drugiego gabinetu Guya Verhofstadta, objął stanowisko ministra środowiska i emerytur, które zajmował do 2007.
W 2007 i 2010 wybierany do federalnej Izby Reprezentantów. W 2011 stanął na czele Partii Socjalistycznej, którą kierował do 2015. W 2014 wybrany do regionalnego parlamentu (reelekcja w 2019). W 2019 został również radnym miejskim w Leuven. W 2024 uzyskał mandat posła do Europarlamentu X kadencji.